# Jeff Maund
Jeffrey „Jeff“ Maund (* 8. April 1976 in Milton, Ontario) ist ein ehemaliger kanadischer Eishockeytorwart, der zuletzt bis 2009 bei der SG Cortina in der italienischen Serie A unter Vertrag stand. 

## Karriere
Maund begann seine Profikarriere nach zwei Jahren beim Eishockeyteam der Ohio State University bei den Florida Everblades in der East Coast Hockey League. Im Jahr 2000 wechselte er in die American Hockey League und absolvierte dort zwei Spielzeiten, ehe er erstmals den Sprung nach Europa wagte und beim russischen Erstligisten HK Metallurg Magnitogorsk unterschrieb, wo er es jedoch nur auf drei Einsätze brachte. Danach kehrte er noch einmal zu seinem ersten Profiteam zurück, ehe er endgültig nach Europa wechselte. 
Nach einer sehr guten Saison beim italienischen Team SV Ritten-Renon unterschrieb er einen Vertrag bei den Vienna Capitals in Österreich, konnte dort aber nicht überzeugen und fühlte sich auch nach eigenen Angaben im Team nicht wohl, sodass der Vertrag vorzeitig aufgelöst wurde. Er beendete die Saison beim ERC Ingolstadt in der Deutschen Eishockey Liga und kehrte in der folgenden Saison nach Italien zurück. Beim SG Cortina war er drei Jahre aktiv und gewann mit dem Team 2007 den italienischen Meistertitel. 2009 beendete er seine Karriere.

## Erfolge und Auszeichnungen
- 1998 CCHA All-Rookie Team
- 1999 NCAA Division I All-Americans West Second Team
- 2000 Teilnahme am ECHL All-Star Game
- 2001 AHL All-Rookie Team